# راينر توريس (راكب الكنو)
راينر توريس هو راكب الكنو كوبي، ولد في 1990.

## وصلات خارجية
- راينر توريس على موقع أوليمبيديا (الإنجليزية)